# Liaromorpha aspinosa
Liaromorpha aspinosa är en insektsart som beskrevs av Sigfrid Ingrisch 1998. Liaromorpha aspinosa ingår i släktet Liaromorpha och familjen vårtbitare. Inga underarter finns listade i Catalogue of Life.